# Kamel Masoud
Kamel Masoud (ur. 2 sierpnia 1914, zm. ?) – egipski piłkarz, reprezentant kraju. Podczas kariery występował na pozycji napastnika.

## Kariera klubowa
Podczas kariery piłkarskiej Kamel Masoud występował w klubie Al-Ahly Kair.

## Kariera reprezentacyjna
Kamel Masoud występował w reprezentacji Egiptu w latach trzydziestych. W 1934 roku uczestniczył w mistrzostwach świata. Na mundialu we Włoszech wystąpił w przegranym 2-4 spotkaniu I rundy z Węgrami.